# 蜚克图河
蜚克图河是黑龙江省境内的一条河流，为松花江的支流。历史上又称匹古敦水、费杂图河。
有两个河源。右支发源于哈尔滨市下属的阿城市东北部，吊水湖岭东北坡；左支发源于吊水湖岭北坡。两支向北流，于玲珑山下汇合后流向西北，注入宾县境内的二龙山水库。出库向西在宾县老山头注入松花江右岸。以左支计算，全长124公里。